# NGC 4595
NGC 4595 es una galaxia espiral ubicada a unos 42 millones de años luz de distancia en la constelación Coma Berenices. Fue descubierta por el astrónomo William Herschel el 14 de enero de 1787. NGC 4595 es miembro del Clúster Virgo.